# Нићифор III Вотанијат
Нићифор III Вотанијат (грч. Νικηφόρος Γ΄ Βοτανειάτης) је био византијски цар (1078—1081) и војсковођа који је дошао на власт државним ударом у ком је свргнут Михајло VII (1071—1078). Током своје кратке владавине Нићифор III није успео да отклони ниједан од узрока који су довели до пада његовог претходника. Инфлација и финансијска криза су се настављале јер је на снази остао чиновнички систем из времена Дука, Селџуци су наставили са освајањем Мале Азије, јер Византија због унутрашњих сукоба није била у стању да пошаље војску против њих.

## Побуна Нићифора Вотанијата
Непосредно после велике побуне Нићифора Вријенија на Балканском полуострву, у Малој Азији се у јануару 1078. године побунио стратег Анадолијске теме Нићифор Вотанијат. Уз подршку Селџука, он је у марту исте године ушао у Никеју што је изазвало пуч у Цариграду у коме је Михајло VII уз подршку цркве збачен и замонашен, а Нићифор, који је наводно водио порекло од породице Фока, је проглашен за цара.

## Владавина
Одмах по ступању на престо Нићифор III је на Вотанијата послао Алексија Комнина који га је поразио и сломио његову побуну. Он је покушао да се ожени удовицом Константина Дуке Евдокијом, али се Јован Дука успротивио овоме, после чега се он оженио Маријом, супругом још увек живог Михајла VII. Међутим он је одбио да прихвати њеног и Михајловог сина Константина за наследника што је дало повод Роберту Гвидискару да отпочне офанзиву на Балканско полуострво односно Византију под изговором да штити легитимна права младог Константина који је био верен са његовом ћерком Јеленом.
Нићифорова владавина се окончала крајем марта 1081. године када је Алексије Комнин потплатио немачке најамнике на цариградским бедемима и ушао у град после чега се Нићифор III повукао са власти и замонашио.

##### Побуне за владавине Нићифора III
Непосредно после слома Вријенија, нови управник Драчке теме Нићифор Василакије је 1079. године подигао побуну, прогласивши се за цара. Његову побуну сломио је Алексије Комнин.
Већ наредне године Нићифор III се суочио са новом побуном, када се попут њега у Никеји уз подршку Селџука за цара прогласио Нићифор Мелисин. Једини на кога се цар могао ослонити био је Алексије Комнин, који је овог пута одбио да се бори против Мелисина који му је био зет. Његова побуна се окончала тек када је Алексије постао нови цар и када му је понудио титулу цезара, одбивши његов предлог да поделе Царство на европски део који би припао Алексију и азијски део који би припао Мелисину, односно да легализују стање које је de facto постојало.
Почетак норманске инвазије на Балканско полуострво приморао је Вотанијата да подигне војску на чије је чело поставио Алексија Комнина, упутивши га против Нормана. Међутим он се у договору са Јованом Дуком и другим великашима у Цурулону прогласио за цара и кренуо на Цариград. Потплативши немачке најамнике који су опслуживали део копнених бедема, Алексијеве трупе 01. 04. 1081. године улазе у Цариград и током три дана пљачкају, спроводећи насиље над становништвом. Када се све то завршило, Алексије је 04. 04. овенчан за цара на први дан Ускрса, док се Вотанијат повукао са власти у манастир и замонашио.